# ملاك (اسم)
مَلَاك اسم علم مؤنث عربي الأصل، جاء على صيغة فَعَال، ومعناه قوام الأمر. وفي الحديث: «مِلاكُ الدين الورع». وملاك الْأَمر قوامه وخلاصته أَو عنصره الْجَوْهَرِي، يُقَال: «الْقلب ملاك الْجَسَد».

## الأصل اللغوي
اسم مَلاك بالفتح -ويكسر- جاء على صيغة فَعَال، ومما جاء في معناه  في لسان العرب لابن منظور الأنصاري:

وفلان ما له مَلاكٌ، بالفتح، أي تَماسُكٌ. وفي حديث آدم: فلما رآه أَجْوَفَ عَرَفَ أَنه خَلق لا يَتَمالَك أي لا يَتَماسَك. وإذا وصف الإنسان بالخفة والطَّيْش قيل: إنه لا يَتَمالَكُ. ومِلاكُ الأمر ومَلاكُه: قِوامُه الذي يُمْلَكُ به وصَلاحُه. وفي التهذيب: ومِلاكُ الأمر الذي يُعْتَمَدُ عليه، ومَلاكُ الأمر ومِلاكُه ما يقوم به. وفي الحديث: «مِلاكُ الدين الورع»؛ الملاك، بالكسر والفتح: قِوامُ الشيء ونِظامُه وما يُعْتَمَد عليه فيه، وقالوا: لأَذْهَبَنَّ فإما هُلْكًا وإما مُلْكًا ومَلْكًا ومِلْكًا أي إما أن أَهْلِكَ وإما أن أَمْلِكَ.

## حكم التسمية بمَلاك
فقد ذهب بعض العلماء إلى تحريم تسمية البنت باسم ملاك؛ لأن ملاك بمعنى مَلَك، وقد عاب الله على المشركين تسميتهم الملائكة بأسماء الإناث، فقال تعالى: ﴿إِنَّ الَّذِينَ لَا يُؤْمِنُونَ بِالْآخِرَةِ لَيُسَمُّونَ الْمَلَائِكَةَ تَسْمِيَةَ الْأُنثَىٰ﴾؛ ولأن في هذه التسمية تزكية للنفس.
والصحيح جواز تسمية البنت بملاك، لأن مَلاك ليس بمعنى مَلَك كما يُظَن عند العامة وعند من حرمه؛ قال الفيروزآبادي في القاموس: «مَلاك الأمر - بالفتح، ويكسر- قوامه الذي يملك به»، ومنه قوله ﷺ لمعاذ: «ألا أدلك على ملاك ذلك كله؟» قال: بلى، قال: «أمسك عليك لسانك».